# Scipopus diversus
Scipopus diversus är en tvåvingeart som beskrevs av Ignaz Rudolph Schiner 1868. Scipopus diversus ingår i släktet Scipopus och familjen skridflugor. Inga underarter finns listade i Catalogue of Life.